# Manifestation du 7 août 2016 à Istanbul
La manifestation du 7 août 2016 à Istanbul ou rassemblement pour la démocratie et les martyrs (turc : Demokrasi ve Şehitler için Mitingi) est un rassemblement fixe tenu sur l'esplanade de Yenikapı, au sud de la rive européenne d'Istanbul. Le rassemblement, organisé par les autorités gouvernementales, suit la tentative de coup d'État survenue trois semaines avant.

## Déroulement
À 17 h 33 UTC+3, İsmail Kahraman, Recep Tayyip Erdoğan, Kemal Kılıçdaroğlu, Devlet Bahçeli et Hüseyin Özgürgün saluent la foule.
À 18 h 15 une minute de silence est observée, suivie d'une lecture du Coran donnée par le président du Diyanet.

### Prises de parole
- Recep Tayyip Erdoğan, président de la République ;
- Binali Yıldırım, premier ministre et président du parti de la justice et du développement (AKP) ;
- Hulusi Akar, chef de l'État-Major des forces armées
- Kemal Kılıçdaroğlu, président du parti républicain du peuple (CHP), premier parti d'opposition à la Grande Assemblée nationale de Turquie
- Devlet Bahçeli, président du parti d'action nationaliste (MHP), troisième parti d'opposition à la Grande Assemblée nationale de Turquie.
- Mehmet Görmez, président du Diyanet

### Présence sur la tribune officielle
Selahattin Demirtaş et Figen Yüksekdağ, co-présidents du parti démocratique des peuples (HDP), deuxième parti d'opposition au parlement et politiquement situé à gauche et soutenant les droits des populations kurdes, ont déclaré ne pas avoir reçu d'invitation au rassemblement.

## Participation
Les autorités estiment à 5 millions le nombre de personnes réunies sur l'esplanade et autour, notamment sur l'avenue Keneddy. Des médias proche de la majorité l'estiment à 3 millions.